# 英国执法机构列表
英国执法机构可以分为三种类型：

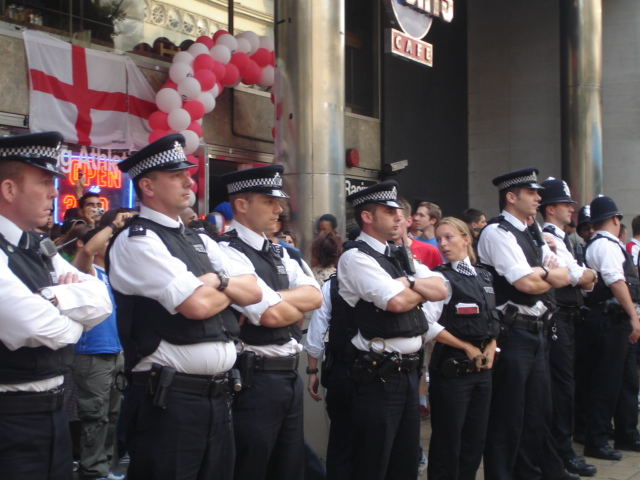
2006年7月1日世界杯四分之一决赛，英格兰队输给葡萄牙队后，伦敦警察厅执行控制人群，防止可能出现的英国足球流氓行为

- 地方警察部队：负责英国大部分的警务工作。地方警察部队覆盖特定的警区（英语：police area），拥有独立的警察权（英语：police authority）。这些警察部队以《1996年警察法令（英语：Police Act 1996）》（适用英格兰和威尔士）为基础，结合《1967年警察（苏格兰）法令（英语：Police (Scotland) Act 1967）》和《2012年警察和消防改革（苏格兰）法令（英语：Police and Fire Reform (Scotland) Act 2012）》（适用苏格兰），以及《2000年警察（北爱尔兰）法令（英语：Police (Northern Ireland) Act 2000）》（适用北爱尔兰），其中列明各种规定，例如：任命警察局长（英语：chief constable）、司法管辖权和警察职责。

- 国家执法机构：包含國家打擊犯罪調查局和具有特定非地方管辖的全国警察机构，例如：英国运输警察。《2005年嚴重有組織罪行及警察法令（英语：Serious Organised Crime and Police Act 2005）》将这些称为特别警察，但不包括非警察部队的犯罪调查局。此外，还有非警察组织的执法机构，其雇员不是警察官，但仍拥有执行法律的权力，以及其他仅具有调查权的法定机构。

- 其他警察机构：大多数拥有较早期的立法和普通法的成立基础。这些警察负责监管特定区域或活动，例如：港口警察和公园警察。《2005年嚴重有組織罪行及警察法令》立法通过以前，他们被统称为“特别警察”；因此，在解释该短语的历史用法时必须谨慎。这类警察不适用于前述组织的立法范围，但可以适用于铁路、港口、码头等法规的对象，《2003年铁路和运输安全法令（英语：Railways and Transport Safety Act 2003）》通过前，英国运输警察（BTP）就是这种类型的警察机构。

英国的大部分执法工作由地方警察部队负责，负责监督公众及其活动，至于其他类型的执法机构，是负责监督更加具体的事务。几个世纪以来，英国警察队伍的数量有很大变化，其中大部分已经不复存在。

## 地方警察部队
英国大部分的警务工作由四个构成国的45个地方警察部队执行，它们位于三个司法管辖区，即：英格兰和威尔士、苏格兰和北爱尔兰。地方警察部队有各自独立的警务区（定义主要执法区域的法律术语，与司法管辖区不同），负责执行区域内的所有法律，以及维持治安和社会秩序。英国的两个构成国——苏格兰和北爱尔兰，各自拥有一个负责整个司法管辖区的警察部队；第三个司法管辖区由两个构成国——英格兰和威尔士组成，分为若干的地方警察部队。英国所有地方警察部队按司法管辖区划分如下：
- 英格兰和威尔士：43个地方警察部队
- 苏格兰：1个地方警察部队
- 北爱尔兰：1个地方警察部队

### 英格兰和威尔士

英格兰和威尔士的警察部队

除了大伦敦地区以外，每个地方警察部队都覆盖1974年地方政府重组（尽管随后有所修改）中建立的一个或多个地方政府区域（郡），这些区域在法规中被称为警区。这些地方警察部队为英格兰和威尔士的公众，提供绝大部分的警务服务。这些警察部队在历史上被称为“内政部警察部队”，因为中央政府内政部负责并提供它们大部分资金。尽管该术语的含义如此，但所有警察部队都是独立运行，行动控制权完全由地方警察部队的首席长官掌握，即：警察局长（或就伦敦警察厅和伦敦金融城警察而言，其各自的警察总监）；每支警队都由一个管理机构负责监督运作，直到2012年，这些机构被警察及犯罪事务专员（PCC）取代。
《1996年警察法令》是现行的法律依据，其中概述英格兰和威尔士43个地方警察部队的职责范围（参见该法附表1）。警员是警队中级别最低的警务人员，但所有警官无论级别高低，在法律权力和管辖权方面，一律称为“警员”（constables）。正规警察的管辖权来自《1996年警察法》第30条，该条概述这些警官在整个英格兰和威尔士，以及邻近的英国水域都有管辖权。志愿警察（Special constables）是警队的兼职警务人员，他们以前的管辖权比较有限，仅限于各自警队的管辖区域和邻近警区。2007年4月1日开始，英格兰和威尔士的志愿警察在这两地拥有全部的警察权，意味着志愿警察与全职警务人员拥有完全相同的权力。
在许多情况下，英格兰和威尔士警察的管辖范围会延伸到英国的其他构成国，并且一个司法管辖区的警员拥有权力，在对方的司法管辖区内进行逮捕嫌犯。

#### 英格兰

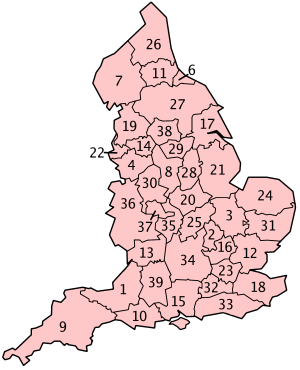
英格兰的警察部队

1. 埃文和萨默塞特警察（英语：Avon and Somerset Police）
2. 贝德福德郡警察（英语：Bedfordshire Police）
3. 剑桥郡警察
4. 柴郡警察（英语：Cheshire Constabulary）[a]
5. 倫敦市警察（右图未显示）
6. 克利夫兰警察（英语：Cleveland Police）
7. 坎布里亚警察局
8. 德比郡警察（英语：Derbyshire Constabulary）
9. 德文郡和康沃尔郡警察（英语：Devon and Cornwall Police）
10. 多塞特郡警察（英语：Dorset Police）
11. 达勒姆警察（英语：Durham Constabulary）
12. 埃塞克斯警察（英语：Essex Police）
13. 格洛斯特郡警察（英语：Gloucestershire Constabulary）
14. 大曼彻斯特警察（英语：Greater Manchester Police）
15. 汉普郡警察（英语：Hampshire Constabulary）
16. 赫特福德郡警察（英语：Hertfordshire Constabulary）
17. 亨伯赛德警察
18. 肯特郡警察（英语：Kent Police）
19. 兰开夏郡警察（英语：Lancashire Constabulary）[a]
20. 莱斯特郡警察（英语：Leicestershire Police）
21. 林肯郡警察（英语：Lincolnshire Police）
22. 默西塞德郡警察（英语：Merseyside Police）[a]
23. 倫敦警察廳
24. 诺福克警察（英语：Norfolk Constabulary）
25. 北安普敦郡警察（英语：Northamptonshire Police）
26. 诺森伯兰郡警察（英语：Northumbria Police）
27. 北约克郡警察（英语：North Yorkshire Police）
28. 诺丁汉郡警察（英语：Nottinghamshire Police）
29. 南约克郡警察（英语：South Yorkshire Police）
30. 斯塔福德郡警察（英语：Staffordshire Police）[b]
31. 萨福克郡警察（英语：Suffolk Constabulary）
32. 萨里警察（英语：Surrey Police）
33. 苏塞克斯警察（英语：Sussex Police）
34. 泰晤士河谷警察局
35. 沃里克郡警察（英语：Warwickshire Police）
36. 西麦西亚警察（英语：West Mercia Police）[b]
37. 西米德兰兹警察（英语：West Midlands Police）[b]
38. 西约克郡警察（英语：West Yorkshire Police）
39. 威尔特郡警察（英语：Wiltshire Police）

截至2020年9月，英格兰警察部队共有：
- 124,492名警官
- 8,634名志愿警察
- 8,659名警方社區支援員（PCSO）
- 7,504名警助志愿者（英语：police support volunteer）（PSV）
- 76,466名雇员

#### 威尔士

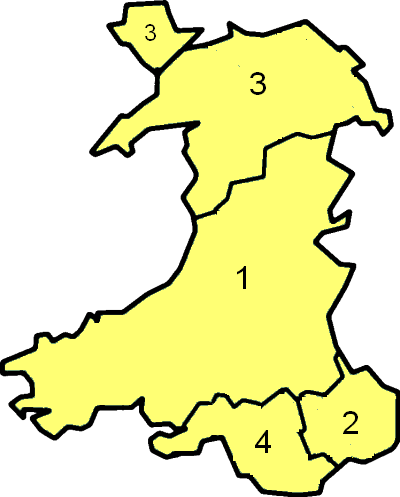
威尔士的警察部队

1. 达费德郡-波伊斯郡警察（英语：Dyfed-Powys Police）
2. 格温特郡警察（英语：Gwent Police）
3. 北威尔士警察（英语：North Wales Police）
4. 南威尔士警察（英语：South Wales Police）

截至2020年9月，威尔士警察部队共有：
- 7,274名警官
- 492名志愿警察
- 834名警方社区支援员（PCSO）
- 387名警助志愿者（英语：police support volunteer）（PSV）
- 4,774名雇员

#### 协作单位
- 东南反恐部队
- 泰晤士河谷和汉普郡联合行动部队
- 萨里郡警察和苏塞克斯郡警察战术枪械、行动指挥和道路警务部门
- 西南反恐部队
- 多塞特郡警察、德文郡和康沃尔郡警察战略联盟部门
- 东部反恐情报部门
- 诺福克和萨福克道路警察大队
- 贝德福德郡、剑桥郡和赫特福德郡道路警察大队
- 贝德福德郡、剑桥郡和赫特福德郡重案组
- 东米德兰兹反恐情报部门
- 西米德兰兹郡警察反恐部门
- 沃里克郡警察和西默西亚警察专业行动组
- 西北反恐部队
- 柴郡警察和北威尔士警察联盟武装警察部队
- 东北反恐部队
- 达勒姆和克利夫兰专业行动部队
- 威尔士极端主义和反恐部门
- 格温特警察和南威尔士警察联合武装反应部队

### 苏格兰

苏格兰警察

1999年苏格兰事务部解散后，苏格兰政府和苏格兰议会继承大部分警察权力和职能；英国政府仍负有立法责任的领域，包括：国家安全、恐怖主义、枪支和毒品。《1967年警察（苏格兰）法令》经修订之后，于1975年成为苏格兰成立八个地方警察部队的组织架构，及其管辖权的建设基础；这些部队覆盖1975年地方政府重组中，设立的地方政府区域的一个或多个区域（现已废除），后来略作调整以与1996年后的议会区域边界保持一致。苏格兰地方警察部队为苏格兰公众提供大部分警务服务，同时根据需要在英国其他地区拥有有限的管辖权。
2011年，苏格兰政府宣布将苏格兰的八个地方警察部队， 以及苏格兰犯罪和毒品执法局合并为单一机构。苏格兰议会通过《2012年警察和消防改革（苏格兰）法令》将此次合并编入法案，成立苏格兰警察局（称为“苏格兰警察”），并于2013年4月1日建制。
2017年，苏格兰议会正在讨论将铁路警务与苏格兰警察合并的计划。
截至2019年12月，苏格兰警察局共有：
- 17,259名警官
- 531名志愿警察
- 6,168名其他雇员

“警方社区支援员”是根据《2002年警察改革法》第38(2)条设立，该法仅适用于英格兰和威尔士；因此，苏格兰没有社区支援员。

### 北爱尔兰

北爱尔兰警察

北爱尔兰并入英国后，并未设立过郡和自治市镇的警察部队，而是成立单一的皇家爱尔兰警察，覆盖爱尔兰大部分地区；其余地区是负责都柏林警务的都柏林大都会警察，以及伦敦德里郡警察和贝尔法斯特镇警察，后两者在维多利亚时代后期被皇家爱尔兰警察取代。
皇家阿尔斯特警察于1922年在爱尔兰自由邦成立，直到警察部门根据1998年彭定康委员会发表报告书推动《耶稣受难日协议》，根据最初确定的条款进行改革为止，该项改革导致皇家阿尔斯特警察于2001年解散。
国会履行协议通过《2000年警察（北爱尔兰）法令》，为新成立警队的组织和运作奠定基础。直到2010年为止，警察权并未如同苏格兰般移交给权力下放的北爱尔兰行政院，而是仍由隸屬英國政府的北爱尔兰事务部行使管辖权。然而，2010年1月，北愛爾蘭議會中两个最大政党——民主统一党和新芬党达成协议，决定从该年4月起承担警察和司法责任。
截至2007年4月，北爱尔兰警察局共有：
- 7,216名警官
- 335名专职预备役警察
- 684名兼职警察
- 2,265其他雇员

北爱尔兰警察没有聘用警方社区支援员（PCSO）。

### 国家协作单位

#### 国家警察局长委员会主理的机构
国家警察局长委员会（NPCC）下属的协作单位，包括：
- 国家野生动物犯罪组（英语：National Wildlife Crime Unit）：负责收集野生动物犯罪情报，并为英国各地的执法机构提供分析和调查支援。
- 国家反恐安全办公室（英语：National Counter Terrorism Security Office）：为英国政府提供反恐战略建议。
- 国家车辆犯罪情报局（英语：National Vehicle Crime Intelligence Service）：负责打击有组织的车辆犯罪，以及使用车辆进行的犯罪。

#### 地方警察部队主理的机构
地方警察部队下属的协作单位，包括：
- 国家内部极端主义和动乱情报组（英语：National Domestic Extremism and Disorder Intelligence Unit）：隶属大都会警察专业行动局的警察单位，负责协调英国各地警察应对国内的极端主义。
- 警备指挥科（英语：Protection Command）：隶属大都会警察专业行动局的警察单位，负责为英国政府、外交领域和王室提供安全保护。
- 国家欺诈情报局（英语：National Fraud Intelligence Bureau）：隶属伦敦金融城警察的警察单位，负责打击英国各地的经济犯罪。
- 国家弹道情报局（英语：National Ballistics Intelligence Service）（大不列颠）：隶属西米德兰兹警察（英语：West Midlands Police）的警察单位，负责收集和传递有关英国各地犯罪使用枪支的快速情报。
- 国家警察航空服务（英语：National Police Air Service）（英格兰和威尔士）：隶属西约克郡警察（英语：West Yorkshire Police）的警察单位，为英格兰和威尔士的所有警察部队提供集中空中支援。

## 特别警察部队
以下三个政府机构在立法中被定义为“特别警察部队”（special police forces），由于它们负责特定的基础设施领域，因此并非向内政部汇报，而是向负责其管辖领域的部门汇报。这三支部队都自愿接受警务监督局（HMIC）的监察：
- 国防部警察：负责为英国国防部的各地设施提供武装保护、军装警察和调查工作的警察部队。[5]

- 民用核能警察（英语：Civil Nuclear Constabulary）：负责在任何相关核设施5公里范围内，以及英国境内运输核材料提供执法和安全保障的警察部队。[6]

- 英国运输警察（大不列颠）：负责在英国某些铁路和轻轨系统执行执法任务的警察部队。[4]

《2001年反恐怖主义、犯罪和安全法》赋予英国运输警察和国防部警察有限且有条件的权力，当情况需要紧急警察行动而地方警察部队无法随时待命时，或当他们认为存在生命或肢体危险时，或当他们正在协助地方警察办案时，他们可以在其主要管辖范围之外采取行动。

## 非警察执法机构

### 纪律或调查机构
- 國家犯罪調查局（NCA）：2013年取代严重及有组织犯罪调查局，负责领导英国境内打击有组织犯罪等严重犯罪的机构。此外，NCA还是联系英国与外国执法机构的联络点。

- 非法雇主与劳工虐待管理局（GLAA）：英國內政部负责劳工剥削调查的机构，同时也与其他机构合作调查有组织犯罪。[7] 根据《1984年警察与刑事证据法（英语：Police and Criminal Evidence Act 1984）》， GLAA的执法人员在其狭窄的职权范围内，拥有与警员类似的权力。[8]

- 国王陛下税务及海关总署（HMRC）：海关人员具有执法权力，例如：打击滥用低税燃料（英语：red diesel），以及在刑事调查科开展调查工作；他们行使《海关管理法》和《1984年警察与刑事证据法》赋予的权力，针对违法人员和货物采取逮捕、搜查和拘留行动。

- 边境部队（英语：Border Force）（BF）：英国内政部下属的执法机构，负责空港、海港和铁路口岸的前线边境管制行动。边境官员同时兼任移民和海关官员，他们根据《1971年移民法（英语：Immigration Act 1971）》和《2009年边境、公民和移民法》拥有逮捕和拘留权；并且根据《2007年英国边境法》，指定移民官员拥有额外权力，允许他们逮捕涉嫌非边境犯罪的人士，拘留一段时间，直到警察可以拘留该人士。

- 移民执法局（英语：Immigration Enforcement）（IE）：英国内政部下属的执法机构，负责防止滥用职权、追踪违法移民，并提高全英国对移民法的遵守程度。[9]

- 英格兰环境局、威爾斯自然資源局：渔业执法人员（FEO）拥有《1975年鲑鱼和淡水渔业法（英语：Salmon and Freshwater Fisheries Act 1975）》赋予的警察权力，负责保护鱼类和打击偷钓等相关犯罪；苏格兰渔业执法人员由区域鲑鱼渔业委员会（District Salmon Fishery Boards）委任，负责执行《2003年鲑鱼和淡水渔业（合并）（苏格兰）法》。[10]

- 国王陛下监狱署（英语：His Majesty's Prison Service）（HMPS）：英国司法部下属负责关机英格兰和威尔士大部分监狱的法定机构，监狱官在履行职责时，拥有“警员的所有权力、权威、保护和特权”。[11] 苏格兰和北爱尔兰监狱分别由苏格兰监狱管理局（英语：Scottish Prison Service）和北爱尔兰监狱管理局（英语：Northern Ireland Prison Service）负责管理，前者对苏格兰司法与内政部长（英语：Cabinet Secretary for Justice and Home Affairs）汇报工作，后者隶属北爱尔兰司法部（英语：Department of Justice (Northern Ireland)）。

### 有限行政权力的机构
- 驾驶员和车辆标准局（英语：Driver and Vehicle Standards Agency）（DVSA，大不列颠）：英国运输部下属的执法机构，负责驾驶考试、审核担任驾驶教练和考官、制定和执行汽车标准、进行测试以确保卡车和公共汽车安全驾驶、对司机和车辆进行路检、监控车辆召回，以及管理汽车和驾驶员的注册和许可。它与相似名称的驾驶员和车辆牌照局（英语：Driver and Vehicle Licensing Agency）（DVLA）是不同的机构。

- 驾驶员和车辆局（英语：Driver and Vehicle Agency）（DVA，北爱尔兰）：北爱尔兰区域发展部（英语：Department for Infrastructure (Northern Ireland)）下属的执法机构，负责进行车辆测试、驾驶员测试和驾驶执照的颁发。

- 警察行为独立办公室（英语：Independent Office for Police Conduct）（IOPC，英格兰和威尔士）：负责调查针对英格兰和威尔士警察及其警队的雇员，[12] 以及英国税务海关总署、英格兰和威尔士的国家犯罪调查局、边境部队（英语：Border Force）和非法雇主与劳工虐待管理局的投诉。[13] IOPC的某些调查员在开展调查工作方面，拥有英格兰和威尔士及领海内警员的所有权力。[14]

### 仅具有调查权的机构
英国议会通过的《2000年调查权力规管法》（RIPA）规范公共机构进行监视和调查的权力，多达792个公共机关受到该法限制权力。 这些机构执行法律时，必须与警方进行合作：
- 安全和反恐办公室（英语：Office for Security and Counter-Terrorism）
- 軍情五處
- 嚴重欺詐案辦公室（英格兰、威尔士和北爱尔兰）

## 其他各类警察部队
这些警察部队一般受到地方政府、公共信托或私营企业的控制，它们通过单独的国会法案或普通法权力建立，例子包括某些港口警察和默西隧道警察。它们的管辖范围通常仅限于相关的私有财产区域，在某些情况下（例如码头和港口）还会包括周边地区；同时，它们的警队规模较小，所以通常依赖其管辖区域内的地方警察部队，来协助处理任何严重问题。
即使相关的私有财产区域有专门的警队，但执行法律和维护公共秩序的法定责任，仍是由地方警察部队负责；这些警察部队没有独立的警察局，其成立章程（如果有的话）通常也不会规定组织架构和组建。

### 港口警察
英国有两种类型的港口警察，大多数是根据《1847年法案》宣誓成立，但也有少数港口警察有针对其港口的具体法案。

#### 根据《1847年港湾、码头和渡口条款法》开展工作的港口警察
对于每个港口或海港，单独的国会法案（或最近的《港口（修订）法令》）可以纳入《1847年港湾、码头和渡口条款法》（HDPCA）的部分内容，并将其应用于该特定港口或海港。根据《1847年法案》第79条，港口警察部队的官员宣誓就职为“志愿警员”（special constables），并纳入个别的地方法案。因此，警员在港湾、码头或港口拥有的任何土地上，以及在任何拥有土地一英里范围内的任何地方，都拥有警察的全部权力。
《2013年海上航行法》可能使英格兰和威尔士的港口警察，能够在获得相关警区的警长同意下，就港口相关警务为目的，在一英里限制之外担任警察。 但是，该法案并没有赋予港口警察超出《1847年法案》规定的管辖范围的一般警务权力，仅是就该法案所规定的港口相关警务为目的而言。截至2014年，三支港口警察部队——多佛、蒂斯波特和布里斯托尔已经寻求并获得当地警长的同意，第四支港口警察部队——利物浦正在申请中。这使得三支港口警察部队能够在其所在的警区内，就与港口相关警务为目的担任警察。 共有224名警察根据《1847年法案》宣誓就职。 有关范围内发生严重或重大事件时，通常交由地方警察部队负责。
- 贝尔法斯特港警察（英语：Belfast Harbour Police）：位于贝尔法斯特的贝尔法斯特港（英语：Belfast Harbour），《1847年贝尔法斯特港法（英语：Belfast Harbour Act 1847）》纳入HDPCA第5条[19]
- 布里斯托港警察（英语：Port of Bristol Police）：位于布里斯托港，包括埃文茅斯码头（英语：Avonmouth Docks）和皇家波特伯里码头（英语：Royal Portbury Dock）
- 费利克斯托港警察（英语：Port of Felixstowe Police）：位于薩福克郡的菲力斯杜港，《1956年费利克斯托码头和铁路法》纳入HDPCA第3(1)(e)条[20]
- 波特兰港警察（英语：Port of Portland Police (United Kingdom)）：位于波特兰岛的波特兰港（英语：Portland Harbour），《1997年波特兰港修订法令》纳入HDPCA第3条[21]
- 法尔茅斯码头警察（英语：Falmouth Docks Police）：位于法尔茅斯的法尔茅斯码头（英语：Falmouth Docks），《1959年法尔茅斯码头法（英语：Falmouth Docks Act 1959）》纳入HDPCA第3条[22]
- 多佛港警察（英语：Port of Dover Police）：位于多佛的多佛港，《1954年多佛港合并法》纳入HDPCA第3条，[23] 并根据《2006年多佛港修订令》第4部分修订。[24] 鉴于港口拥有大量财产，其管辖范围实际上扩展到整个多佛，现已扩展到整个肯特郡（仅涉及港口相关事务为目的），以便能够将被捕者带到拘留所

#### 其他港口警察
- 利物浦港警察（英语：Port of Liverpool Police）：位于利物浦的利物浦港，现有权力源自《1975年默西码头和海港（警察）法》第3条[25]
- 蒂尔伯里港警察（英语：Port of Tilbury Police）（前身为伦敦港务局警察（英语：Port of London Authority））：位于埃塞克斯郡的蒂尔伯里港（英语：Port of Tilbury），现行权力源自《1968年伦敦港法（英语：Port of London Act 1968）》第154条[26]
- 蒂斯和哈特尔普尔港务局港口警察（英语：Tees and Hartlepool Port Authority Harbour Police）：位于蒂斯和哈特尔普尔，现行权力源自《1966年蒂斯和哈特尔普尔港务局法》第103条[27]
- 泰晤士河口（位于伦敦港区内）的一个大型新港口，名为“伦敦门户（英语：London Gateway）”，港口所有者有权为港口建立自己的警察部队。该立法纳入《1847年法案》第79条

### 公园警察

#### 未受地方政府管制的公园
有些较小的警察部队负责特定土地和公园的治安，在其有限管辖范围内拥有警员的权力。他们不是一般警察法中规定的“警员”。
- 埃平森林守护员（英语：Epping Forest Keepers）：现行权力源自《1878年埃平森林法（英语：Epping Forest Act 1878）》制定的法规
- 邱园警察（英语：Kew Constabulary）（前身是皇家植物园警察）：根据《1872年公园管理法（英语：Parks Regulation Act 1872）》（经《1974年公园管理（修正）法》第3(a)条修正），该部队成员在皇家植物园土地上拥有完全的警察权力

《1872年公园管理法》对公园警察做出证明规定。

#### 地方政府管制的公园

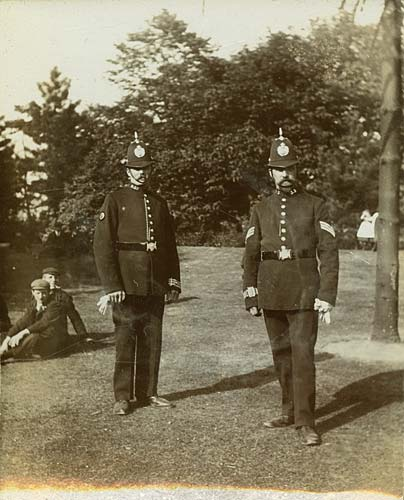
伯明翰公园警察的警员，摄于1900年代

英国历史上，伦敦以外的许多地方当局都拥有自己的公园警察部队，其中最著名的是利物浦的利物浦公园警察，以及伯明翰的伯明翰公园警察。目前，伦敦以外不存在地方当局的公园警察部队，尽管在有限的情况下，地方当局这样做的法定权力（由不同的地方议会法案授予）仍然存在。
不过，这些地方还保留着一些旧公园警察的相似组织，例如：伯明翰公园护林员巡逻队。
在伦敦地区，这些警队负责在各自地方当局的公园，以及开放空间内执行条例。根据《1967年大伦敦公园和开放空间命令》第18条，警队成员宣誓就任警员。 警队成员仅在执行公园条例（根据定义仅适用于公园）时，才能够担任警员。
- 肯辛顿和切尔西皇家自治市公园警察（英语：Royal Borough of Kensington and Chelsea Parks Police）
- 汉普斯特德荒野警察（英语：Hampstead Heath Constabulary (HHC)）（HHC），同时根据《1878年伦敦公司（开放空间）法》第16条任命，在其有限管辖范围内拥有警员的全部权力和特权
- 哈弗林公园警察（英语：Havering Parks Constabulary）
- 旺兹沃斯公园和活动警察（英语：Wandsworth Parks and Events Police）

这些警员中的一些人还担任（或曾经担任）其当地政府建筑物和住宅区的保安人员，在往返公园执勤时会适当更换警徽或制服。

### 大教堂警察

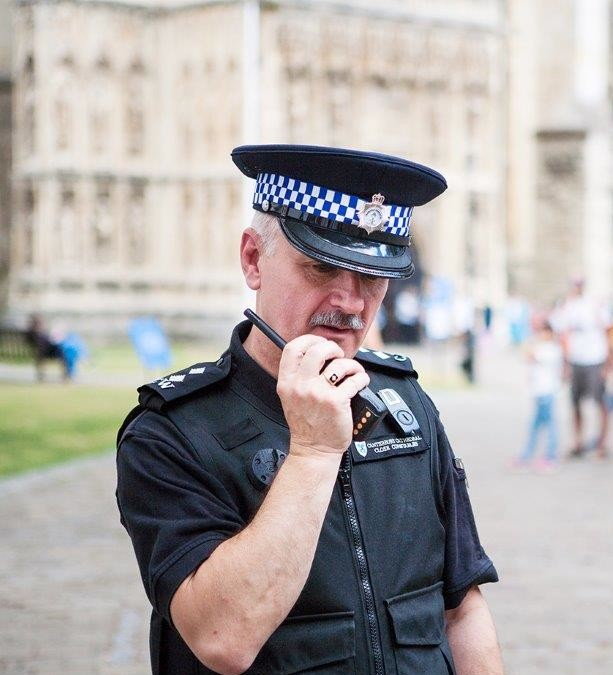
身着巡逻制服的坎特伯雷大教堂警员

大教堂警察是受聘于英国国教会的警察，他们是根据普通法和大教堂法规（教会法）任命，至今已有800年历史；每个大教堂都有自己专属的警队，由经过认证的警员组成，负责维持大教堂的和平。
- 约克大教堂警察（英语：Cathedral constable）
- 切斯特大教堂警察（英语：Chester Cathedral Constables）
- 坎特伯雷大教堂警察（英语：Canterbury Cathedral Close Constables）
- 利物浦大教堂警察（英语：Liverpool Cathedral Constables）

### 市场警察
英国传统市场会雇用警员来照看市场，现今大多数的市场警察已不复存在，或雇用未经过认证的警员。市场警察的职责是巡逻和维护市场秩序、确保所有进入市场的使用者遵守法规和附则、调查及报告市场发生的事件。
- 伦敦金融城市场警察（英语：City of London market constabularies）：由伦敦金融城公司管理的三个小型警队，负责比林斯盖特（英语：Billingsgate）、新斯皮塔菲尔德（英语：New Spitalfields Market）和史密斯菲尔德市场的安全；然而，与大多数其他杂项警察组织不同，这些警队成员不再被认定为警员。

### 其它
- 贝尔法斯特国际机场警察（英语：Belfast International Airport Constabulary）：根据《1994年机场（北爱尔兰）法》第19(3)条规定，[30] 他们被机场雇用为警员。
- 剑桥大学警察（英语：Cambridge University Constabulary）：根据《1825年大学法（英语：Universities Act 1825）》规定，担任大学校园内及距离大学4英里范围内的警员。
- 默西隧道警察（英语：Mersey Tunnels Police）：根据《1980年默西塞德郡法（英语：County of Merseyside Act 1980）》第105条规定，负责默西隧道（英语：Mersey Tunnels）和所有进场道路管辖范围内的警员。

## 军事警察

### 宪兵
英国军方每个军种都有独立的宪兵队，三个军种的宪兵权力是相同且相互平等。英国宪兵由以下人员组成：
- 英国皇家海军宪兵（英语：Royal Navy Police）
  - 英国皇家海军陆战队宪兵（英语：Royal Marines Police）
- 英国皇家宪兵（英语：Royal Military Police）
- 英国皇家空军宪兵

英国宪兵对“以任何身份在军队服役的人员”，以及根据《2006年武装部队法》规定“受军队纪律约束的平民”行使管辖权。 他们不是法律定义的“警员”，正常情况下不具有针对民众的任何警察权。 唯有驻德英军根据《北约部队地位协议》（NATO Status of Forces Agreement），驻德英军宪兵对英国武装部队人员、军眷家属、国防部承包商和三军合作社职员拥有管辖权。
宪兵接受过《1974年警察和刑事证据法》的培训，所有调查均符合相关法令的规定。 他们经常使用民事警察的设施，并在必要时与其进行联合调查。宪兵能够调查其管辖范围内的所有犯罪，其中包括谋杀案件，但在英国发生的谋杀和突然死亡案件，将根据管辖协议移交给地方警察部队；宪兵在冲突地区行动时，将开展全方位的警务工作，其中包括对谋杀案件展开调查。

### 国防安全组织
除此之外，还有其他机构为国防部和海内外军事基地提供安全保障：
- 北爱尔兰安全警卫队（英语：Northern Ireland Security Guard Service）（NISGS）： 北爱尔兰安全警卫队的民事安全官员被称为“志愿警察”（Special Constables），他们可以配备武器，这是北爱尔兰安全警卫队的工作惯例。[34]

- 德国警卫队（英语：Germany Guard Service）（GGS）：国防部雇用的制服文职安全官员，为驻德英军提供武装安全和出入管制。

- 军事宪兵警卫队（英语：Military Provost Guard Service）（MPGS）：陆军副官长军团（英语：Adjutant General's Corps）的一部分，负责英国本土军事设施的武装安全。

- 国防部警卫队（英语：Ministry of Defence Guard Service）（MGS）：为国防部和一些军事机构提供安全，以及门禁管制的民间非武装安全人员。

## 拥有有限执法权的机构
英国还有一些非警察组织（任何类型），也被赋予某些权力来执行规则、法规和法律。
1. 根据社区安全认证计划（英语：community safety accreditation scheme）（CSAS）和类似的铁路安全认证计划（RSAS），[35] 英格兰和威尔士警察有权授予官方人员（如社区辅导员和私人保安人员）有限的权力，例如：没收18岁以下人士的酒精饮料。
2. 根据国家铁路附例（英语：Byelaws in the United Kingdom），任何“授权人员”（authorised person）均可确保铁路上所有乘载人员遵守附例。[36] 通常，铁路列车运营公司（TOCs）将此事交给专门的执法人员，有时这些官员将根据铁路安全认证计划拥有权力，由于他们为铁路公司工作，因此他们也根据铁路附例拥有权力。

社区安全认证计划涉及许多不同的人员，如议会工作人员、公园管理员 或为议会和地方当局工作的私人保安人员，并使用许多不同的头衔：
基于社区
- 社区保护员
- 街头执法官
- 街头警卫
- 社区安全员
- 巡逻人员
- 公园管理员
- 邻里管理员
- 医院保安
- 安全人员
- 警卫
- 街道管理员
- 社区管理员
- 商业督导员
- 商业改善区管理员
- 街头巡更
- 议会官员
- 三军安全官
- 出租车和私人租车合规官

基于铁路（根据国家附例和铁路安全认证计划均拥有权力的官员）
- 保护官
- 铁路社区官员

## 皇家属地
英国皇家属地是三个离岸岛屿领土、英国皇家的自治领地；虽然它们不是英国主权领土，但它们的管理方式与英国海外领土类似。

### 曼岛
- 曼島警察：负责维护曼岛治安的主要民事警察部队
- 曼岛监狱与缓刑管理局：管理岛上收押罪犯的曼岛监狱（英语：Isle of Man Prison）
- 曼岛海关和货物税部门：负责该岛的海关和关税

### 泽西行政区

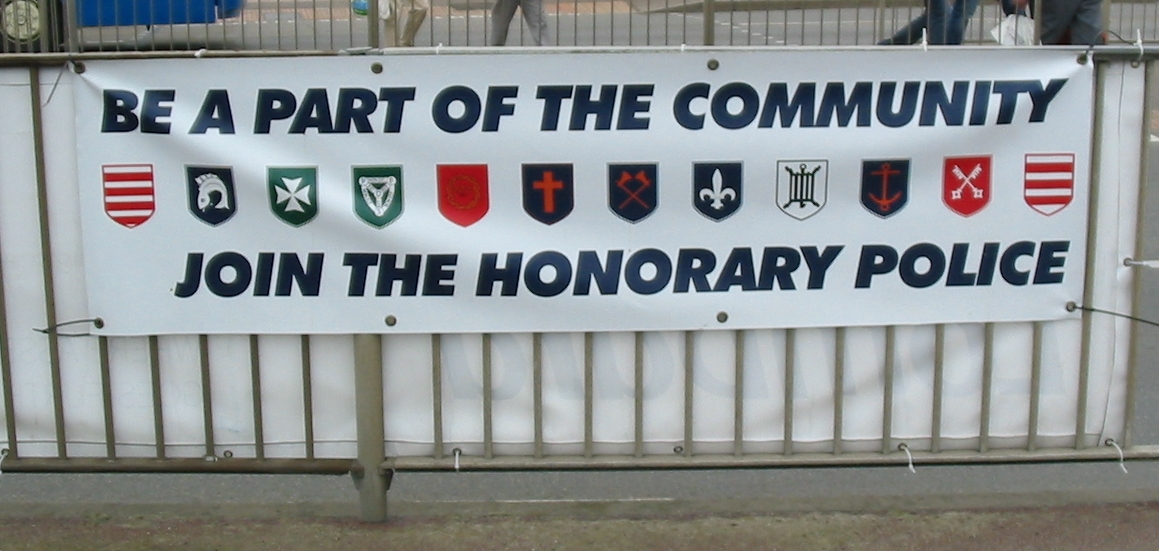
荣誉警察招募横幅展示每个教区的徽章（从左到右）：格鲁维尔、圣布雷拉德、圣约翰 (泽西)、特里尼蒂 (泽西)、圣塞维尔、圣旺 (泽西)、圣赫利尔、圣玛丽 (泽西)、圣劳伦斯 (泽西)、圣克莱门特 (泽西)、圣彼得 (泽西)和圣马丁 (泽西)

- 泽西岛警察（英语：States of Jersey Police）：泽西行政区的主要警察部门，其现有形式是根据《1974年泽西岛警察部队法》成立，由约240名警员组成
- 泽西岛海关和移民局（英语：States of Jersey Customs and Immigration Service）：负责管理所有海关和移民的相关事务
- 名誉警察（英语：Honorary Police）：泽西岛的每个堂区都有一支名誉警察部队。几个世纪以来，名誉警察都是由堂区居民选举产生，官员被选举为警长（Centenier）、高级警员（Vigntenier）或普通警员（Constable's Officer），每个人都有各种职责和责任，以协助堂区民事首领（Connétables）维持堂区的法律和秩序；至今，唯一有权指控和批准保释某名嫌犯的人，是据称发生犯罪行为的堂区的警长
- 泽西岛监狱管理局：负责管理拉莫耶监狱（英语：HM Prison La Moye）

### 根西行政区
- 根西岛警察（英语：States of Guernsey Police Service）：根西行政区的地方警察部队，除为根西岛本身提供警察服务外，也为奥尔德尼岛、赫姆岛和萨克岛提供支队
- 根西岛边境局（英语：Guernsey Border Agency）：负责监管跨境和金融犯罪、海关和移民事务
- 根西岛监狱局：负责管理根西岛监狱

## 海外领土

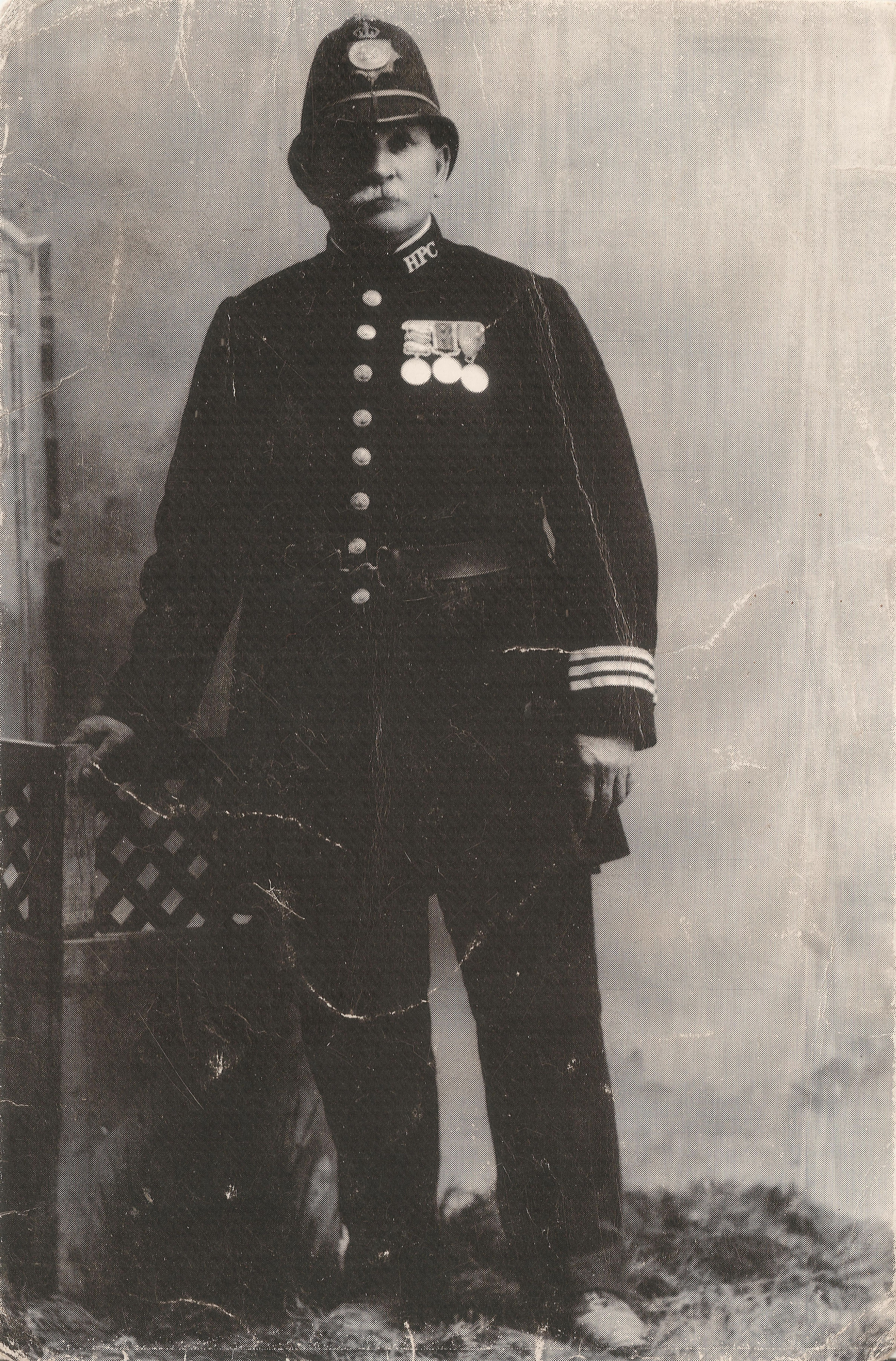
百慕大警察部队警长托马斯·詹姆斯·鲍威尔，摄于约1890年

英国海外领土是英国的主权领土，其中大部分权限（治理方面）委托给当地政府，但英国政府对这些海外领土负有最终责任，并保留对国防和安全等重大事务的职责，警察部队直接受总督控制。
因此，这些地区的执法机构与英国非常相似，但受到其他国家的影响，其中一些机构历史悠久，早在几个世纪前已经设立。

### 民事警察
几乎所有英国海外领土都设有民警部队，有些部队可能服务于多个岛屿或地区。
- 百慕大警察（英语：Bermuda Police Service）
- 百慕大机场安全警察（英语：Bermuda Airport Security Police）
- 皇家安圭拉警察（英语：Royal Anguilla Police Force）
- 皮特凯恩群岛警察（英语：Law enforcement in the Pitcairn Islands）
- 皇家开曼群岛警察（英语：Royal Cayman Islands Police Service）
- 皇家福克兰群岛警察
- 皇家蒙特塞拉特警察（英语：Royal Montserrat Police Force）
- 皇家维尔京群岛警察（英语：Royal Virgin Islands Police Force）
- 皇家圣赫勒拿警察（英语：Royal Saint Helena Police Service）
- 皇家直布羅陀警察
- 皇家特克斯和凯科斯群岛警察（英语：Royal Turks and Caicos Islands Police Force）

### 国防部海外警察
- 主权基地区警察（塞浦路斯）
- 直布罗陀国防警察（英语：Gibraltar Defence Police）

### 海外宪兵
- 英属印度洋领地警察（英语：British Indian Ocean Territory Police）
- 塞浦路斯联合警察部队（CJPU）
- 福克兰群岛联合宪兵安全部队（JSPSU）
- 直布罗陀联合宪兵和安全部队（JPSU）[41]

### 监狱和惩教局
- 特克斯和凯科斯群岛监狱局
- 百慕大惩教署（英语：Bermuda Department of Corrections）
- 直布罗陀监狱
- 福克兰群岛监狱及缓刑局
- 英属维尔京群岛监狱管理局（HMVIP）
- 开曼群岛监狱管理局
- 安圭拉监狱
- 蒙特塞拉特监狱

### 海关、移民和边境
- 直布罗陀海关署（英语：His Majesty's Customs (Gibraltar)）
- 直布罗陀边境和海岸警卫队（英语：Border and Coastguard Agency (Gibraltar)）
- 特克斯和凯科斯群岛海关部门
- 特克斯和凯科斯群岛移民局
- 英属维尔京群岛海关署
- 圣赫勒拿海关及关税局
- 百慕大海关署
- 开曼群岛海关和边境管制局（CBC）

## 海外驻英执法机构

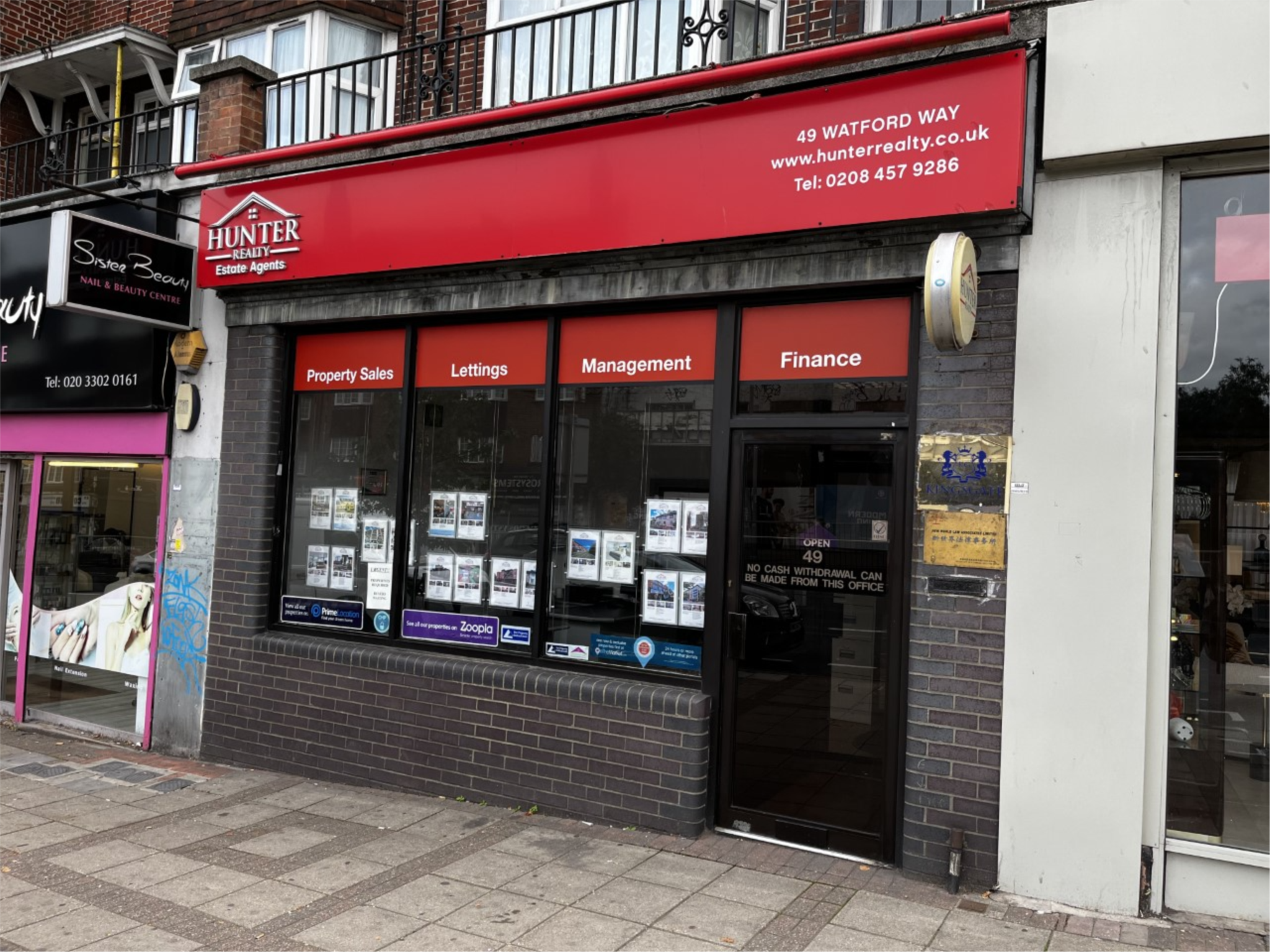
伦敦亨顿一家商铺被指控为非法的中国警察海外服务站

在某些情况下，其他国家的警察部队会在英国进行有限的执法活动：
- 愛爾蘭警察：根据英国政府和爱尔兰政府（英语：Government of Ireland）达成的协议，[42] 以及在联合国下签署的《聯合國海洋法公約》，[43] 爱尔兰警察部队和爱尔兰放射防护研究所（英语：Radiological Protection Institute of Ireland）获得允许，检查位于坎布里亚郡塞拉菲尔德的核设施。

- 中央边防警察（英语：Direction centrale de la police aux frontières）：根据英法两国政府就英吉利海峡隧道签署的协议，法国边境警察在圣潘克拉斯国际车站、艾布斯费特国际车站和阿什福德国际车站，以及在欧洲之星列车上设有警卫；与此同时，英国运输警察与巴黎北站有互惠协议。法国边境警察还在福克斯通欧洲隧道终点站和多佛港的护照检查处派驻人员，肯特郡警察则在隧道另一端的科凯勒维持警力。类似情况，允许英国边境部队（英语：Border Force）在法国和比利时实施并列管制。

- 外国宪兵：来访国家的宪兵部队，必须遵守《1952年来访部队法（英语：Visiting Forces Act 1952）》的规定。

- 海外110：被指控设立在克罗伊登、亨顿和格拉斯哥的中国海外警务站，并未得到英国政府的法律认可，也未获准从事任何形式的执法活动。[44]

## 注解
1. 1 2 3  柴郡、兰开夏郡和默西塞德郡组成一个名为“西北高速公路警察小组”的合作组织。
2. 1 2 3  斯塔福德郡、西麦西亚和西米德兰兹组成一个名为“中央高速公路警察小组”的合作组织。
3. ↑  苏格兰的八支地方警察部队分别是：苏格兰中部警察、邓弗里斯和加洛韦警察、法夫警察、格兰扁警察、洛锡安和边境警察、北部警察、斯特拉斯克莱德警察和泰赛德警察。
4. ↑  《1967年命令》被列入《1967年住房和地方政府部临时命令确认（大伦敦公园和开放空间）法》[28]

## 延伸阅读
- Helen Gough, Police and Constabulary Almanac (Police & Constabulary Almanac), Shaw & Sons (21 February 2007), 500 pages, ISBN 0-7219-1662-7, ISBN 978-0-7219-1662-0